# 河北市
もしかして
- かほく市

ではありませんか？